# New Washington (Filippine)
New Washington è una municipalità di quarta classe delle Filippine, situata nella Provincia di Aklan, nella Regione del Visayas Occidentale.
New Washington è formata da 16 baranggay:
- Candelaria
- Cawayan
- Dumaguit
- Fatima
- Guinbaliwan
- Jalas
- Jugas
- Lawa-an
- Mabilo
- Mataphao
- Ochando
- Pinamuk-an
- Poblacion
- Polo
- Puis
- Tambak